# Preston (Maryland)
Preston is een plaats (town) in de Amerikaanse staat Maryland, en valt bestuurlijk gezien onder Caroline County.

## Demografie
Bij de volkstelling in 2000 werd het aantal inwoners vastgesteld op 566.
In 2006 is het aantal inwoners door het United States Census Bureau geschat op 644, een stijging van 78 (13,8%).

## Geografie
Volgens het United States Census Bureau beslaat de plaats een oppervlakte van
1,5 km², geheel bestaande uit land. Preston ligt op ongeveer 15 m boven zeeniveau.

## Plaatsen in de nabije omgeving
De onderstaande figuur toont nabijgelegen plaatsen in een straal van 16 km rond Preston.